# Thomas William Webb
Il Reverendo Thomas William Webb (14 dicembre 1807 – 19 maggio 1885) è stato un astronomo britannico.
Studiò presso l’Università di Oxford al Magdalen College. Nel 1829 fu ordinato ministro del culto anglicano divenendo curato in diversi posti tra cui Gloucester  per essere, infine, assegnato alla parrocchia di Hardwicke nell’Herefordshire vicino al confine con il Galles. Oltre allo svolgimento dei servizi religiosi si dedicò, nel tempo libero, alle osservazioni astronomiche dapprima con semplici strumentazioni e successivamente con telescopi rifrattori e riflettori via via sempre più potenti fino ad un telescopio riflettore da 225 millimetri che adoperò dal 1866 fino al 1885, data della sua morte. Ad Hardwick scrisse il testo di divulgazione scientifica Celestial Objects for Common Telescopes pubblicato nel 1859 in due volumi come guida all’uso dei telescopi ed alle osservazioni astronomiche per astronomi dilettanti che divenne un punto di riferimento per questi utenti. Il testo a partire dal 1859 fu oggetto di numerose edizioni fino all’ultima nel 1917 rivista dal Rev. Thomas Henry Espinell Compton Espin. Scrisse articoli di divulgazione scientifica per numerose riviste e intrattenne una cospicua corrispondenza con astronomi dilettanti. Dal 1852 fu membro (Fellow) della Royal Astronomical Society.   
A Thomas William Webb la UAI ha intitolato il cratere lunare Webb.